# Người Anh da đen
Người Anh da đen (tiếng Anh: Black British people) là những người có quốc tịch Anh nhưng có nguồn gốc từ tiên từ châu Phi.
Cuộc điều tra dân số Anh năm 2001 cho biết có 1,2 triệu người Anh da đen. Họ là 2,33% dân số của Vương quốc Anh.
Trước đây, người Anh da đen thường có nghĩa là bất kỳ người nhập cư nào không phải là người Anh, như người Anh gốc Á, nhưng mọi người nói rằng đó là do phân biệt chủng tộc ở Anh vào thời điểm đó. Thuật ngữ này lần đầu tiên được sử dụng vào cuối Đế quốc Anh, khi một số thuộc địa lớn chính thức giành được độc lập và do đó tạo ra một hình thức mới của bản sắc dân tộc. Thuật ngữ này vào thời điểm đó (1950) chủ yếu được sử dụng để mô tả những người thuộc địa cũ ở châu Phi và vùng Caribe, tức là Khối thịnh vượng chung Anh. Trong một số trường hợp, từ "da đen" vẫn có nghĩa là tất cả đồng bào dân tộc thiểu số.